# 154-й Дербентский революционный полк
154-й Дербентский революционный полк — войсковая часть.

## История
Сформирована в 1918(?) году.
В 1918(?) году станица Темижбекская разделилась на два лагеря. Как только вблизи Темижбекской появился корниловский отряд, сразу образовался фронт в самой станице: «иногородние» перебрались на левый берег Кубани, мост взорвали, казаки остались на правом. Беженцев приютил 154-й Дербентский революционный полк, многие из них вступили в полк.
Корниловцы заняли станицу Росшеватскую. Полк выступил против белых, заставил их отойти.
Весь восемнадцатый год 154-й Дербентский революционный полк провёл в боях па Северном Кавказе. Дербентцы проделали трудный путь, двигаясь в направлении Кавказская — Гулькевичи — Армавир — Невинномысская — Суворовка — Бекешевка — Пятигорск — Моздок — Кизляр.
Под напором белоказачьих частей полки Красной Армии и партизанские отряды вынуждены были отходить по трём направлениям — на Царицын, Кавказ и к Астрахани.
Дербентский полк находился в составе последней группы. Зимой полк двинулся через пустынную степь в тяжёлый, более чем 450-километровый поход. Вражеская конница преследовала полк по пятам. Многие из бойцов не выдержали тягот перехода и голода, многие пали в боях. Костями сотен красноармейцев устлан путь от Кизляра до Астрахани. Подробно он описан в «Железном потоке» А. Серафимовичем.
К Первому маю девятнадцатого года полк был уже переименован в 292-й Дербентский и входил в 33-ю Кубанскую дивизию, сформированную в Астрахани из так называемых иногородних кубанцев.. Дивизия воевала хорошо, прошла в боях обратно от Волги до Новороссийска. Участвовала в захвате Новороссийска.

## Известные люди, служившие в полку
Симоняк, Николай Павлович — с 1 мая 1918 года, служил бойцом, конным разведчиком 154-го Дербентского революционного полка.